# Зотов, Игорь Львович
И́горь Льво́вич Зо́тов (род. 24 декабря 1959, Тула) — советский и российский военный, Депутат Тульской облдумы III и V созывов (2004—2005; 2009—2011); вице-спикер регионального парламента (2004—2005). Председатель Российской партии Пенсионеров (2005—2006). Вице-губернатор Тульской области (2005—2007). Депутат Государственной думы РФ VI созыва по списку фракции Справедливая Россия (2011—2016), председатель Российской партии пенсионеров за справедливость (2012—2015), секретарь политсовета партии Родина (с декабря 2017).

## Биография
Родился 24 декабря 1959 года.
В 1973 вступил в комсомол ВЛКСМ, после окончания школы поступил в Тульское высшее артиллерийское инженерное училище (ТВАИУ), где познакомился с курсантом и будущим губернатором Тульской области Вячеславом Дудкой.
После окончания военного училища, по распределению комсомола был направлен офицером в Вооружённые Силы СССР где дослужился до звания полковника. После увольнения до 1999 года, работал в УВД города Тулы.
В 2000 году назначен помощником депутата Тульской городской думы Владимира Дякун. В этом же году возглавил Тульское региональное отделение Российской партии Пенсионеров (РПП).
В 2004 году, по внутрипартийному списку «Российской партии Пенсионеров», был избран депутатом Тульской областной Думы III созыва.
В октябре 2005 года, губернатором Тульской области Вячеславом Дудка, был назначен Вице губернатором Тульской области по образованию, культуре и социального развития.
17 декабря 2005 года, на шестом VI всероссийском съезде Российской партии Пенсионеров был избран председателем центрального совета.
29 августа 2006 года, лидеры трёх политических партий: Российской партии Пенсионеров, Российской партии Жизни и партии Родина Игорь Зотов, Сергей Миронов и Александр Бабаков подписали соглашение об объединении своих партий и создание новой политической партии Справедливая Россия.
4 сентября 2007 года, организовал и возглавил общественную организацию «Российские пенсионеры за справедливость».
23 сентября 2007 года, на I съезде партии Справедливая Россия, был избран секретарём президиума центрального совета.
2 декабря 2007 года по внутрипартийным спискам партии Справедливая Россия пытался стать депутатом ГосДумы V созыва, но не был избран.
11 октября 2009 года был избран депутатом Тульской областной Думы V созыва.
27 ноября 2015 года покинул пост председателя Российской партии Пенсионеров за Справедливость.
В декабре 2017 года Игорь Зотов был избран секретарём политсовета партии Родина, укрепив Тульское региональное отделение партии.

## Депутат Государственной Думы
4 декабря 2011 года по спискам партии Справедливая Россия избран депутатом ГосДумы VI созыва.
В начале 2012 году, заявил о выходе из партии «Справедливая России» в связи с оппозиционной риторикой партии и провозгласил восстановление Партии пенсионеров, на базе общественной организации «Российские пенсионеры за справедливость». 5 апреля этого года прошёл учредительный съезд, на котором общественная организация была преобразована в политическую партию с новым названием «Российская партия пенсионеров за справедливость» где Игорь Зотов был избран её председателем, при этом сохранив своё членство и депутатский мандат во Фракции Справедливая Россия в Государственной думе 6-го созыва. 13 июня 2012 партия Минюстом была официально зарегистрирована. Позже всё-таки был отстранен от работы во фракции.

## Законотворческая деятельность
21 декабря 2012 года проголосовал за «Антимагнитский закон», был одним из его авторов.
31 марта 2014 года вместе с единороссами Андрей Красовым Александр Сидякиным внёс законопроект о новом ужесточении наказаний за участие в несогласованных с властями митингах («дадинская» статья 212.1), поводом для пересмотра законодательства были названы события на Украине. Вводилась уголовная ответственность за неоднократное нарушение законодательства о митингах и штрафы до 1 000 000 рублей (гражданам, более двух раз за 180 дней привлекавшихся к административной ответственности после задержаний на уличных акциях). Журналисты без опознавательных знаков причислялись к участникам митинга, во избежание этого они должны иметь «документ, удостоверяющий личность и полномочия журналиста», а также «иметь ясно видимый отличительный знак представителя средств массовой информации». Верховный суд в своем отзыве поддержал инициативу, но Правительство РФ предложило доработать проект с учётом высказанных им замечаний. 4 июля закон был принят в окончательном чтении. В декабре 2015 года состоялся первый суд по этой статье, к трём годам общего режима был приговорён оппозиционный активист Ильдар Дадин из-за четырёхкратного участия в несогласованных акциях протеста.

### Запрет рекламы на платных телеканалах

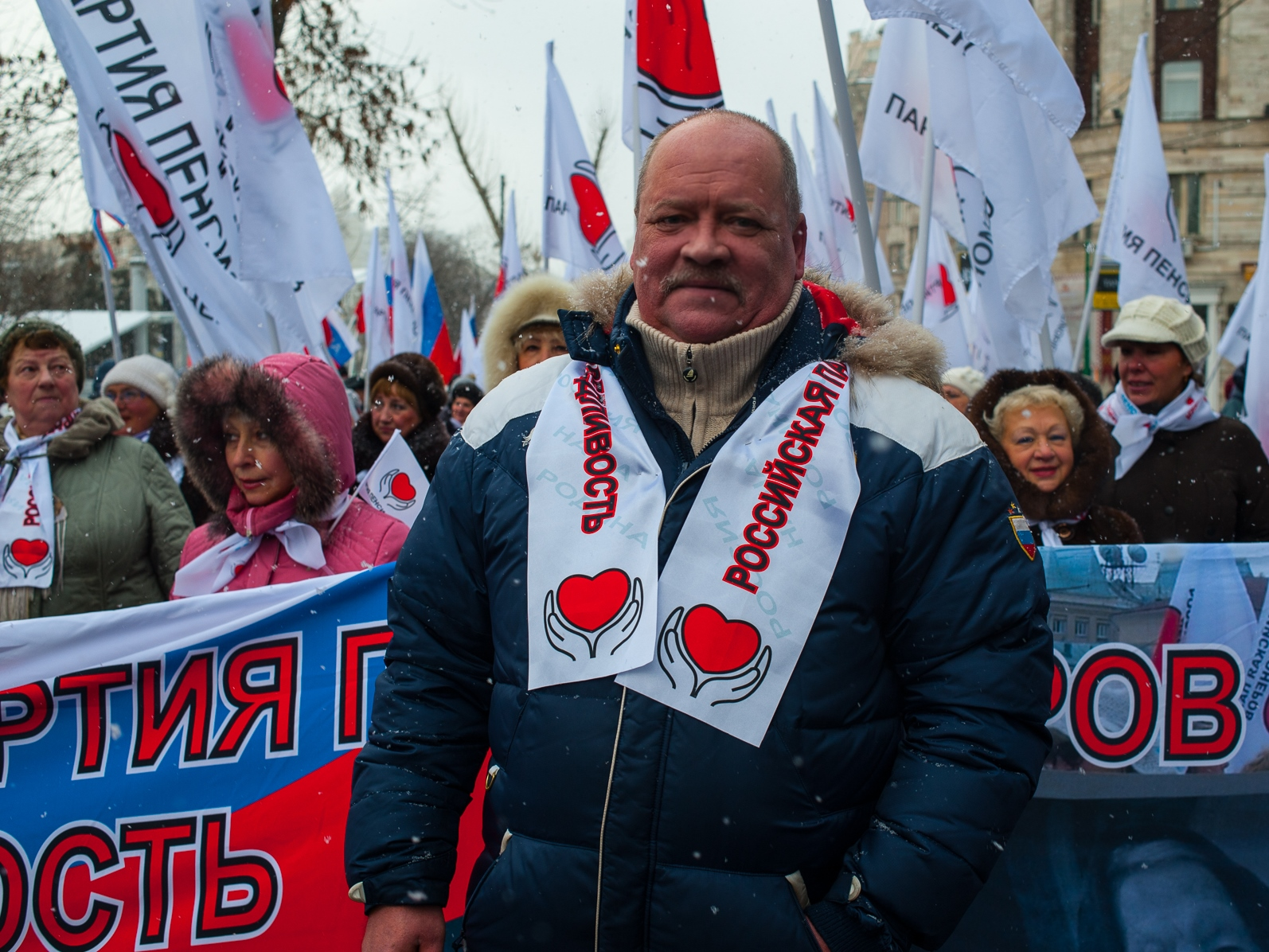
Игорь Зотов на акции Российской партии пенсионеров

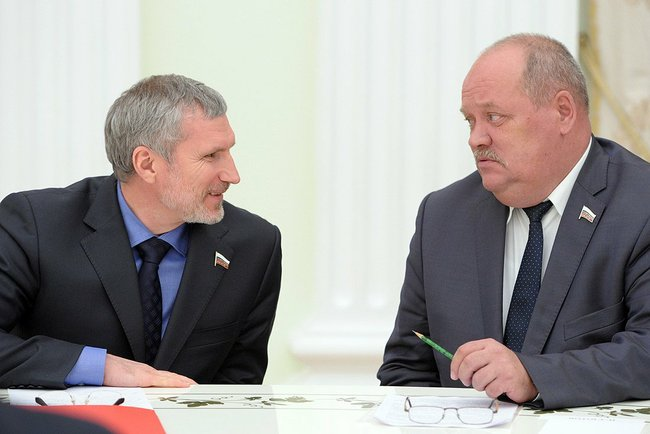
Игорь Зотов с председателем партии Родина Алексем Журавлёвым (2013 г.)

1 июля 2014 года Госдума в первом чтении голосами лишь депутатского состава «Единой России» (234 человека) приняла поправки Игоря Зотова к закону «О рекламе», по которым в частности предлагается запретить платным кабельным и спутниковым каналам размещать рекламу, они снимают до 2019 года ограничения на рекламу пива в рамках официальных спортивных мероприятий (одновременно реклама безалкогольного пива была приравнена к рекламе других безалкогольных напитков и кваса) и исключают из закона норму о преимущественном положении лица, размещающего рекламу на конструкциях и на ТВ.
По состоянию на утро 3 июля они отсутствовали в повестке заседания 4 июля (последний день работы нижней платы парламента в весенне-летней сессии) из-за отсутствия отзыва правительства РФ, и их рассмотрение автоматически переносилось на осень.
Депутат ГД Илья Пономарёв заявил о том, что поправки могли быть внесены по инициативе заместителя главы администрации президента РФ Алексея Громова, и могут быть рассмотрены на заседании Госдумы уже 4 июля, ибо 3 июля в 14:00 будет заседание комитета с участием представителей платных телеканалов для обсуждения поправок. По итогам этого заседания поправки к закону «О рекламе» могут быть внесены в повестку пятничного заседания 4 июля.
3 июля комитет Госдумы по экономической политике рекомендовал вернуть в повестку дня парламента на 4 июля законопроект с поправками в закон о рекламе (который отсутствовал в ней утром этого дня), рекомендовав принять их во втором и третьем чтении. При удачном стечении обстоятельств, он станет одним из самых быстро принятых (10 дней с момента внесения в ГД) в истории российского парламента. 4 июля он был принят в третьем чтении голосами 243 депутатов, против высказалось только 142. 9 июля 2014 года Совет Федерации поддержал поправки, а 22 их подписал президент РФ Владимир Путин. Поправки вступят в силу 1 января 2015 года.
15 июля Роскомнадзор составил список из 1400 платных телеканалов, которым будет запрещено показывать рекламу. 300 телекомпаний, на которых будет действовать запрет, являются федеральными. Согласно подсчетам от 7 июля 2014 года, на территории России действуют 3462 лицензии, позволяющие распространять телеканалы в различных средах вещания, из них 1421 — на платной основе.
По мнению журналистов и представителей отрасли, закон губительно скажется на не эфирных каналах, в нём отсутствует определение платного и бесплатного телеканала. Не исключалось, что столь быстрое принятие обусловлено политической волей с целью выдавить с рынка телеканалы, зависящие как от подписки, так и от рекламы. При этом рекламный бюджет неэфирных каналов в 2012 году составил 4 млрд рублей (2,5 % от рекламного рынка), остальное пришлось на бесплатные эфирные каналы, получающие также государственные субсидии. Последние и будут в выигрыше от принятия закона, так как получат конкурентное преимущества для себя (ибо теряли в последние годы аудиторию из-за неэфирных каналов) и собственных неэфирных «дочек», имеющих возможность не продавать сигнал и зарабатывать только на рекламе.
Против закона выступила представители неэфирных телеканалов, в открытом письме президенту РФ Владмиру Путину сообщившие о том, что из-за его принятия 150 из 240 будут поставлены на грань выживания каналов. Лидер партии «Справедливая Россия» Сергей Миронов 2 июля направил письмо премьер-министру РФ Дмитрию Медведеву с просьбой перенести на осень рассмотрение поправок, так как их принятие может привести к негативным последствиям.
Однако 27 января Госдума приняла закон, отменяющий запрет на показ рекламы для платных телеканалов, имеющих 75 % контента отечественного производства. 4 февраля закон был подписан Владимиром Путиным.

### Запрет самиздата
25 декабря 2015 года Зотов И. Л. предложил Законопроект № 963158-6 О внесении изменения в Федеральный закон от 4 мая 2011 года № 99-ФЗ «О лицензировании отдельных видов деятельности», запрещающий издание полиграфической продукции без лицензии. Свою позицию он объяснил чрезмерным распространением рекламной продукции и экстремистских материалов.
«Все подъезды забиты полиграфической продукцией, всякой рекламой, никто не знает, кто её делал. На улицах раздают буклеты с женщинами легкого поведения, чего там только нет. А когда обращаешься в органы внутренних дел, чтобы установить, кто этим занимается, найти никого не могут. Без лицензии и всякие экстремистские материалы могут распространяться», — пояснил Зотов.

## Семья
Женат, имеет троих детей.